# Mosquito (Automarke)
Mosquito war eine britische Automarke.

## Markengeschichte
Robert Moss entwickelte ab 1971 ein Fahrzeug. 1974 gründete er das Unternehmen Mosquito Cars in Kidlington in der Grafschaft Oxfordshire. Er begann mit der Produktion von Automobilen und Kits. Der Markenname lautete Mosquito. 1977 endete die Produktion zunächst. Bis dahin entstanden neun Exemplare. Die Herren Mead und Tomkins waren Freunde von Robert Moss. Sie verkauften Motorräder in Hereford in Herefordshire. Sie setzten von 1984 bis 1987 die Produktion fort und stellten weitere fünf Exemplare her. Der Tod von Tomkins bedeutete das Aus für die Marke. Malvern Autocraft aus Hereford unter Leitung von Rick Jones und Ian Bowse übernahm in den 1990er Jahren das Projekt, vermarktete es aber als Triad.

## Fahrzeuge
Das einzige Modell war ein Dreirad mit einem einzelnen Hinterrad. Motor, Getriebe und Vorderradaufhängung kamen vom Mini. Darauf wurde eine offene Karosserie aus Kunststoff montiert. 10 der 14 Fahrzeuge existieren noch. Der Trimin von Argyle war ähnlich konzipiert.